# Barry Ferguson
Barry Ferguson (født 2. februar 1978 i Hamilton, Skotland) er en skotsk tidligere fodboldspiller, der spillede som midtbanespiller. Han spillede mange år for Rangers i hjemlandet, og derudover for blandt andet Blackpool, Blackburn Rovers, og for Birmingham i England.
Ferguson har med Rangers F.C. været med til at vinde hele fem skotske mesterskaber, fire pokaltitler og fem Liga Cup titler.

## Landshold
Ferguson spillede mellem 1998 og 2009 45 kampe og scorede tre mål for Skotlands landshold. Hans debutkamp faldt den 5. september 1998 i et opgør mod Litauen. Han opnåede senere desuden status som sit lands anfører.
Hans landsholdskarriere sluttede dog brat i 2009, da han den 3. april blev idømt livsvarig karantæne fra landsholdet af det skotske fodboldforbund, efter at han få dage forinden, sammen med Rangers-holdkammeraten Allan McGregor, havde været i byen få dage før en VM-kvalifikationskamp mod Island.

## Titler
Skotsk Premier League
- 1999, 2000, 2003, 2005 og 2009 med Rangers F.C.

Skotsk FA Cup
- 2000, 2002, 2003, 2008 og 2009 med Rangers F.C.

Skotsk Liga Cup
- 1999, 2002, 2003, 2005 og 2008 med Rangers F.C.